# Nicklas Grundsten
Nicklas Grundsten (* 1. Oktober 1983 in Stockholm) ist ein schwedischer Handballspieler.

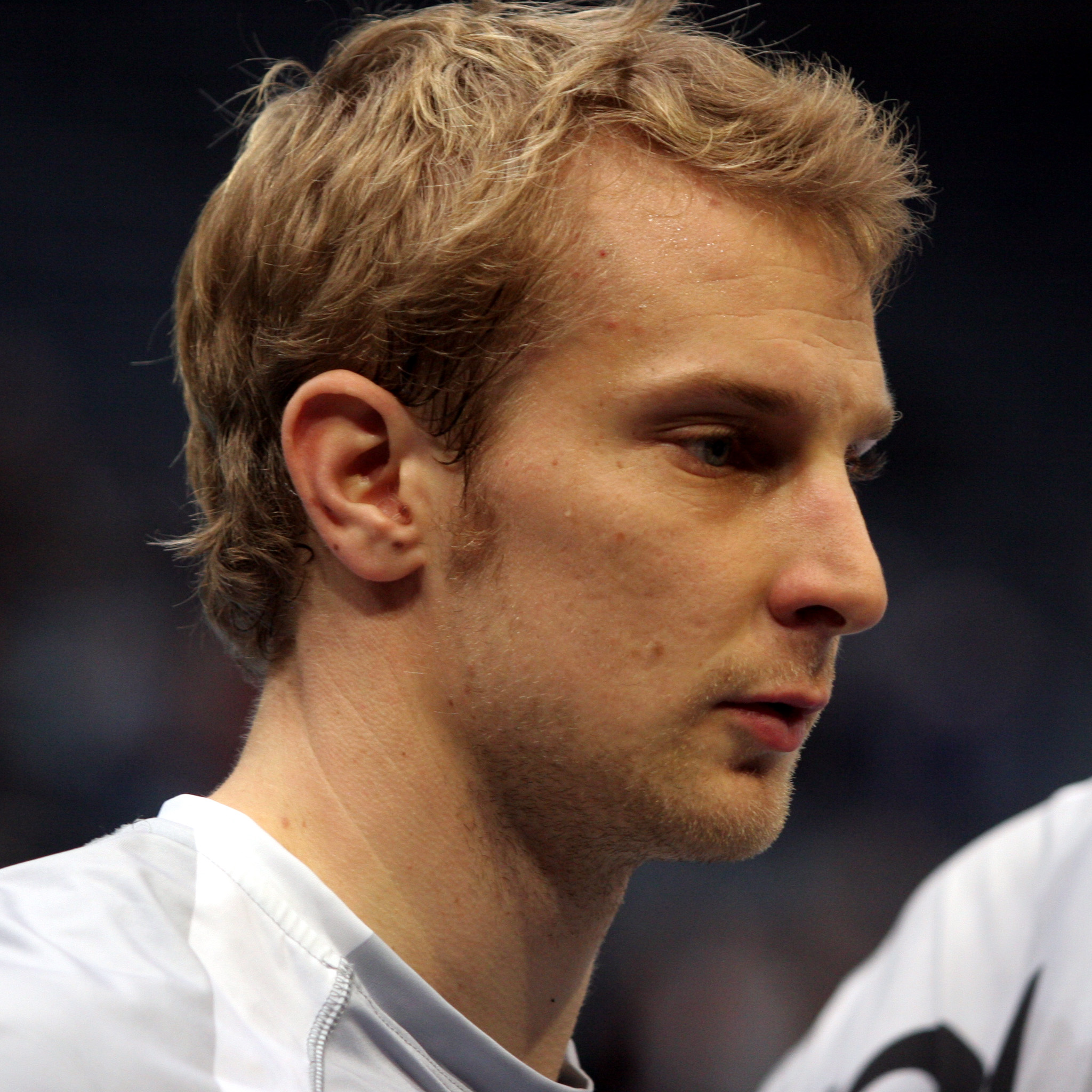
Nicklas Grundsten

Grundsten, der zurzeit für den schwedischen Verein HIF Karlskrona spielt und für die schwedische Nationalmannschaft auflief, wird eigentlich immer als Kreisläufer eingesetzt.
Nicklas Grundsten begann beim HK Silwing/Troja mit dem Handballspiel. Später debütierte er für den Stockholmer Großklub Hammarby IF HF in der schwedischen Eliteserie, konnte mit den Hauptstädtern aber noch wenig Akzente in der Liga setzen. 2004 wechselte er für eine Saison zum dänischen Topteam GOG Svendborg TGI, wo er dänischer Pokalsieger wurde. Nach seiner Rückkehr nach Hammarby ging es unter dem neuen Trainer Staffan Olsson endlich bergauf; 2006 und 2007 gewann sein Team die schwedische Meisterschaft und zog in die EHF Champions League ein. Seit der Saison 2008/09 spielte er für den deutschen Spitzenverein HSV Hamburg. Mit dem HSV gewann Grundsten 2009 den DHB-Supercup. Im Oktober 2009 wurde sein Vertrag im beidseitigen Einvernehmen aufgelöst. Nach der Auflösung des Vertrages mit dem HSV Hamburg, lief Grundsten für den BM Granollers in der spanischen Liga ASOBAL auf. Mit dem spanischen Traditionsverein unterlag er im Finale des EHF-Europapokal der Pokalsieger 2009/10 dem VfL Gummersbach. Grundsten lief ab der Saison 2015/16 für den schwedischen Erstligisten HIF Karlskrona auf. Dort beendete er im Jahr 2019 seine Karriere. Nachdem sich im März 2021 Karlskronas Kreisläufer Albin Stenberg verletzt hatte, gab Grundsten sein Comeback bekannt.
Nicklas Grundsten hat bisher 14 Länderspiele für die schwedische Nationalmannschaft bestritten. Mit dem Juniorenteam wurde er 2003 Junioren-Weltmeister.

## Karrierebilanz
| Saison    | Verein        | Spielklasse | Spiele | Tore | 7-Meter | Feldtore |
| --------- | ------------- | ----------- | ------ | ---- | ------- | -------- |
| 2008/09   | HSV Hamburg   | Bundesliga  | 17     | 22   | -       | 22       |
| 2009/10   | HSV Hamburg   | Bundesliga  | 1      | 0    | -       | 0        |
| 2009/10   | BM Granollers | Asobal      | 23     | 89   | 0       | 89       |
| 2010/11   | BM Granollers | Asobal      | 30     | 108  | 0       | 108      |
| 2011/12   | BM Granollers | Asobal      | 29     | 109  | 0       | 109      |
| 2012/13   | BM Granollers | Asobal      | 28     | 105  | 0       | 105      |
| 2013/14   | BM Granollers | Asobal      | 24     | 65   | 0       | 65       |
| 2014/15   | BM Granollers | Asobal      | 27     | 64   | 0       | 64       |
| 2008–2009 | gesamt        | Bundesliga  | 18     | 22   | -       | 22       |
| 2009–2015 | gesamt        | Asobal      | 162    | 540  | -       | 540      |